# Поцілунок дракона
Поцілунок дракона (англ. Kiss of the Dragon) – франко-американський бойовик 2001 року режисера Кріса Наона. У головних ролях – Джет Лі, Бріджит Фонда та Чекі Каріо.

## Сюжет
Лю Сюцзянь (Джет Лі) – китайський поліцейський із відділу боротьби з наркотиками. Лю добре знає свою справу і завжди досягає того, чого хоче. Його управління посилає героя до Парижа, щоб той допоміг французькій поліції вийти на слід китайського гангстера, який займається продажем героїну. В управлінні він зустрічає інспектора Рішара (Чекі Каріо), який ненавидить Лю. Поліція влаштовує облаву на гангстера та починається жорстока перестрілка. Лю наздоганяє гангстера, але того вбиває Рішар, тим самим підставляючи Лю. Проте вбивство зняте на плівку, і француз вирішує прибрати китайця.
Лю біжить у ресторан свого дядька, як у тимчасове укриття. Туди ж приходить і повія-наркоманка Джессіка (Бріджит Фонду). Вона знайомиться з Лю і розповідає йому, що є свідком вбивства, тому на неї теж відкрито полювання. Вона вирішує допомогти Лю у всьому розібратися, і вони стають друзями. Від Джессіки Лю дізнається, що саме Рішар змусив її займатися проституцією, і саме інспектор є головним кримінальним авторитетом у місті.
Рішар намагається прибрати свідків і посилає найманців, але Лю долає їх і ховається разом із Джессікою. Герої опитують спільників інспектора, який пов'язаний із наркотиками. Рішар збирається викрасти дочку Джессіки, і Лю разом із дівчиною добираються до притулку. Там Лю в запеклій сутичці розправляється з спільниками француза «близнюками» (Сиріл Рафаеллі та Дідьє Азулай), але в результаті мало не гине Джессіка і її доньку все одно викрадають. У неї відбувається конфлікт із Лю, після чого вони сваряться. Її ловлять найманці Рішара, і Лю доводиться її рятувати.
Герою вдається врятувати Джессіку разом із її донькою, після чого він вирішує вбити Рішара. Лю вколює інспектору акупунктурну голку в область шиї (удар «Поцілунок дракона»), і той помирає в муках.

## У ролях
- Джет Лі – Лю Сюцзянь
- Бріджит Фонда – Джессіка
- Чекі Каріо — Рішар
- Джон Форджем – Макс
- Сиріл Рафаеллі – «маленький» близнюк
- Дідьє Азулай — «великий» близнюк
- Берт Квук – "дядько" Тай
- Рік Янг – містер Біг
- Макс Райан – сутенер Лупо
- Пол Барретт – "пілот"